# يوكي شين
يوكي شين (新祐樹 شين يوكي) هو مؤدي أصوات ياباني ولد في 6 مارس 1994 في كاناغاوا.

## أدواره في الأنمي

### مسلسلات أنمي تلفزيونية
- طوكيو ريفينجرز - تاكيميتشي هاناغاكي
- هايكيو!! TO THE TOP - توموكازو واجيما
- رحلات بوكيمون - هودج
- أكاديميتي للأبطال - ناتسوؤو تودوروكي
- حفيد الحكيم - نوين كرتيس
- موريارتي الوطني - تيت برسيفال
- إيدنس زيرو - جين

### أفلام أنمي
- برن ذا ويتش - جيمي هاكابي

## أدواره في ألعاب الفيديو
- نيوه 2 - مايدا كيجي

## أدواره في الدبلجة اليابانية
- عائلة ميتشل في مواجهة الآلات - آرون ميتشل
- دونكيرك - جورج
- نصفها - بول مونسكي